# 자이 코트니
자이 스티븐 코트니(Jai Stephen Courtney, 1986년 3월 15일 ~ )는 오스트레일리아의 배우이다.

## 성장 과정
코트니는 시드니에서 태어나 자랐다. 아버지 크리스는 국유 전기회사의 직원이고 어머니 캐런은 초등학교 교사로, 코트니가 다녔던 갤스턴 공립 학교(Galston Public School)의 교사이다.

## 경력
2010년 코트니는 《스파르타쿠스: 피와 모래》에서 바로(Varro) 역으로 10개의 에피소드를 출연하였다. 이후, 2012년 영화 《잭 리처》도 출연을 하였으며, 2013년 영화 《다이하드: 굿 데이 투 다이》에서는 브루스 윌리스의 아들 역을 맡아 호흡을 맞추었다.

## 출연 작품

### 영화
| 연도 | 제목                      | 역할                                                                              | 비고      |
| ---- | ------------------------- | --------------------------------------------------------------------------------- | --------- |
| 2005 | Boys Grammar              | 앨릭스 (Alex)                                                                     | 단편 영화 |
| 2009 | 스톤 브라더스             | 에릭 (Eric)                                                                       |           |
| 2012 | 잭 리처                   | 찰리 (Charlie)                                                                    |           |
| 2013 | 다이하드: 굿 데이 투 다이 | 존 "잭" 매클레인 주니어 (John "Jack" McClane, Jr.)                                |           |
| 2013 | 펠로니                    | 짐 멜릭 (Jim Melic)                                                               |           |
| 2014 | 프랑켄슈타인: 불멸의 영웅 | 기드온 (Gideon)                                                                   |           |
| 2014 | 다이버전트                | 에릭 콜터 (Eric Coulter)                                                          |           |
| 2014 | 언브로큰                  | 휴 '컵' 커퍼널 (Hugh 'Cup' Cuppernell)                                            |           |
| 2014 | 워터 디바이너             | 중령 세실 힐튼 (Lt. Col. Cecil Hilton)                                            |           |
| 2015 | 인서전트                  | 에릭 콜터 (Eric Coulter)                                                          |           |
| 2015 | 터미네이터 제니시스       | 카일 리스 (Kyle Reese)                                                            |           |
| 2015 | 맨 다운                   | 데빈 로버츠 (Devin Roberts)                                                       |           |
| 2016 | 수어사이드 스쿼드         | 조지 "디거" 하크니스 / 캡틴 부메랑 (George "Digger" Harkness / Captain Boomerang) |           |
| 2019 | 사채왕 페그               | 위즈                                                                              |           |
| 2020 | 어니스트 씨프             |                                                                                   |           |
| 2021 | 더 수어사이드 스쿼드      | 조지 "디거" 하크니스 / 캡틴 부메랑 (George "Digger" Harkness / Captain Boomerang) |           |
| 2021 | 졸트                      | 저스틴 (Justin)                                                                   |           |

### 텔레비전
| 연도      | 제목                    | 역할                      | 비고            |
| --------- | ----------------------- | ------------------------- | --------------- |
| 2008      | 올 세인츠               | 해리 애번트 (Harry Avent) | 2개의 에피소드  |
| 2008-2009 | 팩트 투 더 래프터즈     | 데이미언 (Damian)         | 2개의 에피소드  |
| 2010      | 스파르타쿠스: 피와 모래 | 바로 (Varro)              | 10개의 에피소드 |